# Francis Chaponnière
Jacques-Francis Chaponnière (* 6. April 1842 in Genf; † 19. Januar 1924 ebenda) war ein Schweizer evangelischer Theologe und Hochschullehrer.

## Leben

### Familie
Francis Chaponnière war der Sohn von Octave Jaques Chaponnière (* 19. März 1808 in Genf; † 2. November 1883 ebenda), Bankier und Grossrat von Genf und dessen Ehefrau Jeanne-Susanne (* 4. Januar 1818 in Neapel; † 20. Mai 1870 in Genf), Tochter, Tochter des Bankiers Jaques Aulagnier (1777–1835); er hatte noch zwei Brüder. Sein Grossvater war der Politiker Jean-François Chaponnière (1769–1856).
Er war mit Marie-Elisabeth (* um 1845 in Greyerz; † 18. März 1832), Tochter des Berner Pfarrers Albert-Frédéric Haller (1813–1882), verheiratet; gemeinsam hatten sie einen Sohn.

### Werdegang
Francis Chaponnière immatrikulierte sich 1862 an der Universität Genf zu einem Theologiestudium, dass er dort 1867 mit seiner Dissertation La question des confessions de foi au sein du protestantisme contemporain beendete; im gleichen Jahr erfolgte seine Ordination. Nach dem Studium bereiste er Paris, Deutschland, Italien, England und Schottland, bevor er von 1870 bis 1879 als Privatdozent für das Neue Testament an der Theologischen Fakultät der Universität Genf lehrte.
Von 1880 bis 1919 war er als Redakteur der Semaine religieuse de Genève tätig; sein Nachfolger dort wurde Jules Breitenstein.

### Berufliches und geistliches Wirken
Obwohl Francis Chaponnière ein Gegner des liberalen Protestantismus war, versuchte er ein Schisma innerhalb der Landeskirche zu verhindern. 
Er publizierte unter anderem zahlreiche Nekrologe und verfasste auch Gedichte.

### Mitgliedschaften
- Francis Chaponnière war Präsident der Union chrétienne des jeunes gens (Christlicher Verein Junger Männer).
- Er war auch Präsident des Genfer Komitees der Pariser Société des missions (Evangelische Missionsgesellschaft).
- 1871 war er Mitbegründer der Union nationale évangélique (Nationale Evangelische Union).

## Ehrungen und Auszeichnungen
- Francis Chaponnière wurde 1909 zum Ehrendoktor durch die Universität Genf ernannt.
- Seine Büste von 1910 ist im Lesesaal der Bibliothèque de Genève ausgestellt.[8]

## Schriften (Auswahl)
- La question des confessions de foi au sein du protestantisme contemporain. Genève: Impr. Ramboz et Schuchardt, 1867.
- Discussion des principes. Genève: Ramboz & Schuchardt, 1867.
- Examen des faits. Genève: Ramboz & Schuchardt, 1867.
- Cher frère, Je vous remercie de votre amendement et je vous félicite de votre apparent succès. Genève, 1874.
- Affirmations religieuses de quelques physiciens et naturalistes modernes. Genève: Chez les principaux libraires, 1874.
- Rendez à César ce qui est à César et à Dieu ce qui est à Dieu: discours, prêché à Genève en Novembre 1874. Genève: Chez les principaux libraires, 1875.
- Union nationale évangélique de Genève. Genève: Chez les principaux libraires, 1875.
- Quel doit être dans la crise actuelle notre programme ecclésiastique? Genève: Cherbuliez, 1876.
- La révision constitutionnelle et le culte protestant. Genève: Ramboz & Schuchardt, 1878.
- Conrad von Orelli; Francis Chaponnière: L'immutabilité de l'Evangile apostolique. Genève; Paris, 1880.
- J.-Adrien Naville. Genève: Imprimerie Bonnant, 1880.
- Frédéric Siordet. Genève 1883.
- Louis Vallette, 1831–1885. Genève: Impr. de Wyss et Duchêne, 1885.
- Société des sciences théologiques de Genève. Genève: Impr. de C. Schuchardt, 1886.
- Jean-Etienne Duby, 1798-1885. Genève 1886.
- J. M. Buckley; Francis Chaponnière: De la guérison par la foi. Lausanne, 1887.
- Alexandre Triquet; Francis Chaponnière: Le dimanche des ouvriers. Toulouse: Société des Livres Religieux, 1888.
- Théodore Claparède, 1828-1888. Genève: Impr. de Wyss et Duchêne, 1888.
- Pasteurs et laïques de l'Église de Genève au dix-deuvième siècle. Genève 1889.
- Marc Vernet 1811–1890. Genève 1890.
- Frédéric Le Fort, 1813–1890. Genève 1890.
- Hugues Oltramare, pasteur et professeur, 1813–1891. Genève: Impr. de Wyss, 1891.
- Louis Roehrich, pasteur, 1811-1893. Genève, 1893.
- Pasteurs et laïques de l'Église de Genève au dix-deuvième siècle seize notices biographiques écrites pour la Semaine religieuse de Genève. Genève, J. Jullien, 1899.
- M. F. Buisson et le christianisme évangélique. Genève: C. Eggimann, 1900.
- Maximilien Perrot, 1830–1902. Genève, 1902.
- Henri Ferrier, Pasteur: 1831–1903. Genève: W. Kündig & Fils, 1903.
- Pierre Bordier: pasteur: 1847–1904. Genève : Imprimerie Wyss et Duchêne, 1904.
- Louis Thomas, pasteur et professeur, 1826–1904. Genève: Impr. Wyss & Duchêne, 1904.
- Édouard Barde, Pasteur et Professeur: 1836–1904. Genève: A. Jullien & Cie, 1905.
- Francis Chaponnière; Robert-Henri Marcelin: Marc Doret. Genève: Atar, 1910.